# Le Luot

Le Luot este o comună în departamentul Manche, Franța. În 1 ianuarie 2022 avea o populație de 285 de locuitori.